# Atelier Totori: The Adventurer of Arland
Atelier Totori: The Adventurer of Arland (トトリのアトリエ ～アーランドの錬金術士 2～, Totori no Atorie: Ārando no Renkinjutsushi 2) est un jeu vidéo de rôle développé et édité par Gust, sorti en 2010 sur Windows, Nintendo Switch, PlayStation 3, PlayStation 4 et PlayStation Vita. Il s'agit du deuxième opus de la série des Ateliers in the Arland, dont le prédécesseur est Atelier Rorona: The Alchemist of Arland.

## Accueil
- IGN : 7,5/10[2]
- Jeuxvideo.com : 13/20[3]